# Michael Krikorev
Tapio Michael Krikorev, född 1970, är mykolog på ArtDatabanken, Sveriges lantbruksuniversitet i Uppsala (SLU). Han är fotograf och har författat flera svampböcker och driver en hemsida om svampar (svampguiden.com). 